# Sandy Hook, Maryland
Sandy Hook är en ort i Washington County i delstaten Maryland, USA.